# Aillières-Beauvoir

Aillières-Beauvoir este o comună în departamentul Sarthe, Franța. În 2009 avea o populație de 219 de locuitori.